# 村田友也
村田 友也（むらた ともや、1983年11月4日 - ）は、徳島県出身の競艇選手。登録番号4333。身長168cm。血液型A型。96期。徳島支部所属。同期に新田雄史、篠崎元志、魚谷香織らがいる。

## 来歴
- やまと競艇学校時代、リーグ戦勝率8.08（準優出6　優出5　第1戦・第2戦・第3戦優勝）の成績を残して、卒業記念競走に優出（2着）した。
- 2005年5月10日、鳴門競艇場でデビュー（2着）。翌11日、2日目3Rで初勝利（2走目）(同期1番乗り)。
- 2007年5月1日、若松競艇場での「スポーツニッポン杯争奪GW特選競走」で初優出（3着）。
- 2012年3月25日、児島競艇場での「ガァ〜コカップ」で初優勝（優出10回目）。